# Thoracocharax
Thoracocharax is een geslacht van straalvinnige vissen uit de familie van de bijlzalmen (Gasteropelecidae). De vissen komen voor in en rond het stroomgebied van de Amazonerivier. Gewoonlijk zwemmen ze vlak onder het wateroppervlak.

## Soorten
Er worden in het algemeen twee soorten onderscheiden:
- Thoracocharax securis (De Filippi, 1853) (Reuzenbijlzalm)
- Thoracocharax stellatus (Kner, 1858) – Gestippelde bijlzalm